# Тарута Сергій Олексійович
Сергі́й Олексі́йович Тару́та (нар. 23 липня 1955, с. Виноградне, Донецька область, Українська РСР, СРСР) — український підприємець, політик. Народний депутат України IX скликання від фракції «Батьківщина», член комітету з культури, голова підкомітету з питань культурної спадщини. Голова ради директорів компанії «Індустріальний союз Донбасу», президент футбольного клубу «Металург» (Донецьк). 
2 березня 2014 року указом виконувача обов'язків Президента України Олександра Турчинова призначений головою Донецької ОДА. 10 жовтня 2014 року пішов з цієї посади. З листопада 2014 року — народний депутат Верховної Ради України 8 скликання по 58-му мажоритарному округу м. Маріуполь (самовисуванець). За оцінкою Forbes Україна статки Тарути за 2020 рік оцінюються в 700 млн доларів. 

## Освіта
Ждановський металургійний інститут, механіко-металургійний факультет (1974–1979), інженер-механік; Донецька державна академія управління, факультет «Менеджмент управління» (1994–1999), менеджер зовнішньоекономічної діяльності.

## Трудова діяльність
Після закінчення Маріупольського політехнічного інституту працював на заводі Азовсталь, де пройшов шлях від керівника цехового рівня до посади керівника зовнішньоекономічної служби всього комбінату.
У 1995 році створив і очолив зовнішньоторговельну фірму «Азовімпекс», що в 1996 році виступила одним із засновників Корпорації «Індустріальний союз Донбасу». З перших днів є виконавчим директором Корпорації, а в 2002 р. очолив Раду директорів Корпорації «Індустріальний Союз Донбасу». Співголова Індійсько-української торгово-промислової групи. З грудня 2006 — голова спостережної ради, ВАТ «Дніпровський металургійний комбінат імені Дзержинського».
Крім того, він є головою наглядової ради ПАТ «Українська гірничо-металургійна компанія», приміщення Донецького регіонального філіалу в Будьонівському та Кіровському районах м. Донецька було захоплено та розграбовано проросійськими бойовиками в середині листопада 2014 року
Депутат Донецької облради (1998–2006), член постійної комісії з питань землі та природних ресурсів.
Член Ради підприємців при Кабінеті Міністрів України (квітень 2004 — травень 2005).
Спільно із Прогнімаком О. В. заснував фонд «Арт-Інвест», який займається поверненням предметів культури та мистецтва в Україну.
Співвласник заснованого у 1991 році (спільно з відомим колекціонером Сергієм Платоновим) Музею національного культурного надбання «Платар», у якому, зокрема, зібрана унікальна колекція предметів Трипільської культури.
За оцінкою журналу Форбс, входить до 500 найбагатших людей планети (оцінка багатства — 2 мільярди доларів США).
Голова Донецької обласної державної адміністрації 2 березня 2014 — 9 жовтня 2014.
Кандидат у народні депутати від ВО «Батьківщина», обраний на парламентських виборах 2019 року, № 2 у списку. Перший заступник голови комітету з питань економічного розвитку у Верховній Раді України IX скликання (з 29 серпня 2019 року).

## Сім'я
Одружений, виховує двох доньок.

## Критика
У 2008 році Сергій Тарута незаконно захопив 18 га державної землі в санаторії Пуща-Озерна.
У 2016 році у декларації Тарута приховав майна на понад 5 мільйонів гривень, а наступного року заявив у декларації, що придбав Лексус GX470 за 7 тисяч доларів, ринкова вартість якого 30 тисяч. Сам нардеп пояснює, що нібито виручив друзів, яким терміново були потрібні гроші.

## Статки
За 2019 рік задекларував готівки на 113,61 мільйонів гривень

## Нагороди
- Орден «За заслуги» III (серпень 2006)[16], II (січень 2009)[17] ступенів.
- Лауреат премії «Celebrity Awards 2020» в номінації «Особистість року».[18]

### Інтерв'ю
- Євген Швець, Сергей Тарута: «Ринат больше не олигарх. А я — банкрот» // lb.ua, 5 січня 2015
- Лана Самохвалова, Сергій Тарута: Ми за десять днів зробили лінію оборони Маріуполя, яку не могли взяти росіяни // Укрінформ, 29 квітня 2021